# Resultados do Carnaval de Porto Alegre em 2004
Resultados do Carnaval de Porto Alegre em 2004. A categoria especial teve duas vencedoras, Bambas da Orgia com o enredo, Do Mar se fez poesia e Imperadores do Samba com Imperadores pergunta: OGM, verdade ou mentira?

## Categoria Especial
| Colocação | Escola                     | Pontos | Punições | Nota      | Ref.              |
| --------- | -------------------------- | ------ | -------- | --------- | ----------------- |
| 1º        | Bambas da Orgia            | 160    |          |           | [ 2 ] [ 3 ] [ 4 ] |
| 1º        | Imperadores do Samba       | 160    |          |           | [ 2 ] [ 3 ] [ 4 ] |
| 2º        | União da Vila do IAPI      | 157,5  | -2       |           | [ 2 ] [ 3 ] [ 4 ] |
| 3º        | Academia Samba Puro        | 157    |          |           | [ 2 ] [ 3 ] [ 4 ] |
| 4º        | Imperatriz Dona Leopoldina | 157    |          |           | [ 2 ] [ 3 ] [ 4 ] |
| 5º        | Academia de Samba Praiana  | 157    |          |           | [ 2 ] [ 3 ] [ 4 ] |
| 6º        | Império do Sol             | 156    |          | Rebaixada | [ 2 ] [ 3 ] [ 4 ] |

## Categoria A
| Colocação | Escola                        | Pontos | Nota      | Ref.  |
| --------- | ----------------------------- | ------ | --------- | ----- |
| 1º        | Estado Maior da Restinga      | 160    | Promovida | [ 2 ] |
| 2º        | Copacabana                    | 156    |           | [ 2 ] |
| 3º        | Fidalgos e Aristocratas       | 156    |           | [ 2 ] |
| 4º        | Real Academia de Samba        | 153    |           | [ 2 ] |
| 5º        | Protegidos da Princesa Isabel | 151,5  |           | [ 2 ] |
| 6º        | Unidos de Vila Isabel         | 150    |           | [ 2 ] |
| 7º        | Acadêmicos de Gravataí        | 147    | Rebaixada | [ 2 ] |

## Categoria B
| Colocação | Escola                 | Pontos | Nota      | Ref.  |
| --------- | ---------------------- | ------ | --------- | ----- |
| 1º        | Império da Zona Norte  | 159,5  | Promovida | [ 2 ] |
| 2º        | Embaixadores do Ritmo  | 157,5  |           | [ 2 ] |
| 3º        | Filhos da Candinha     | 157,5  |           | [ 2 ] |
| 4º        | Acadêmicos de Niterói  | 154,5  |           | [ 2 ] |
| 5º        | Realeza                | 153    |           | [ 2 ] |
| 6º        | Imperatriz Leopoldense | 153    |           | [ 2 ] |
| 7º        | União da Tinga         | 144    | Rebaixada | [ 2 ] |

## Categoria de acesso
| Colocação | Escola                        | Pontos | Nota      | Ref.  |
| --------- | ----------------------------- | ------ | --------- | ----- |
| 1º        | Acadêmicos da Orgia           | 160    | Promovida | [ 2 ] |
| 2º        | Unidos do Capão               | 155    |           | [ 2 ] |
| 3º        | Unidos do Guajuviras          | 150    |           | [ 2 ] |
| 4º        | Mocidade da Lomba do Pinheiro | 148,5  |           | [ 2 ] |
| 5º        | Os Astros de Alvorada         | 130    |           | [ 2 ] |
| 6º        | Unidos da Vila Mapa           | 126    |           | [ 2 ] |

## Tribos
| Colocação | Tribo        | Pontos | Ref.  |
| --------- | ------------ | ------ | ----- |
| 1º        | Os Comanches | 157,5  | [ 2 ] |
| 2º        | Guaianazes   | 147,5  | [ 2 ] |